# Chlorophytum
Chlorophytum és un gènere amb unes 200-220 espècies de plantes perennes, algunes de les seves espècies són plantes ornamentals que s'anomenen popularment cintes. Pertanyen a la família de les Agavàcies, natiu de les regions tropicals i subtropicals d'Àfrica i Àsia.

## Descripció
Els membres d'aquest gènere tenen altures que van dels 10 a 60 cm, amb rosetes de llargues fulles (entre 15-75 cm de longitud i 0,5-2 cm d'ample), que sorgeixen d'un gruix rizoma carnós. Les flors són petites, normalment blanques i es produeixen escampades a panícules que poden aconseguir 120 cm de longitud. En algunes de les espècies, aquestes panícules també produeixen fillols que arrelen al contacte amb el terra.

## Algunes espècies
- Chlorophytum amaniense
- Chlorophytum arundinaceum
- Chlorophytum bichetii
- Chlorophytum borivilianum - Nativa de l'Índia, on s'utilitza com a planta medicinal. El seu valor medicinal prové de les seves saponines que arriben el 17% del seu pes en sec. També s'ha suggerit que té un principi actiu afrodisíac.[2]
- Chlorophytum capense
- Chlorophytum comosum - Nativa de Sud-àfrica, és molt popular com a planta ornamental, en especial la forma variegada.
- Chlorophytum heynei
- Chlorophytum hoffmannii
- Chlorophytum inornatum
- Chlorophytum macrophyllum
- Chlorophytum nepalense (Aquesta és una espècie extinta)
- Chlorophytum orchidastrum[3]
- Chlorophytum tuberosum

## Galeria fotogràfica

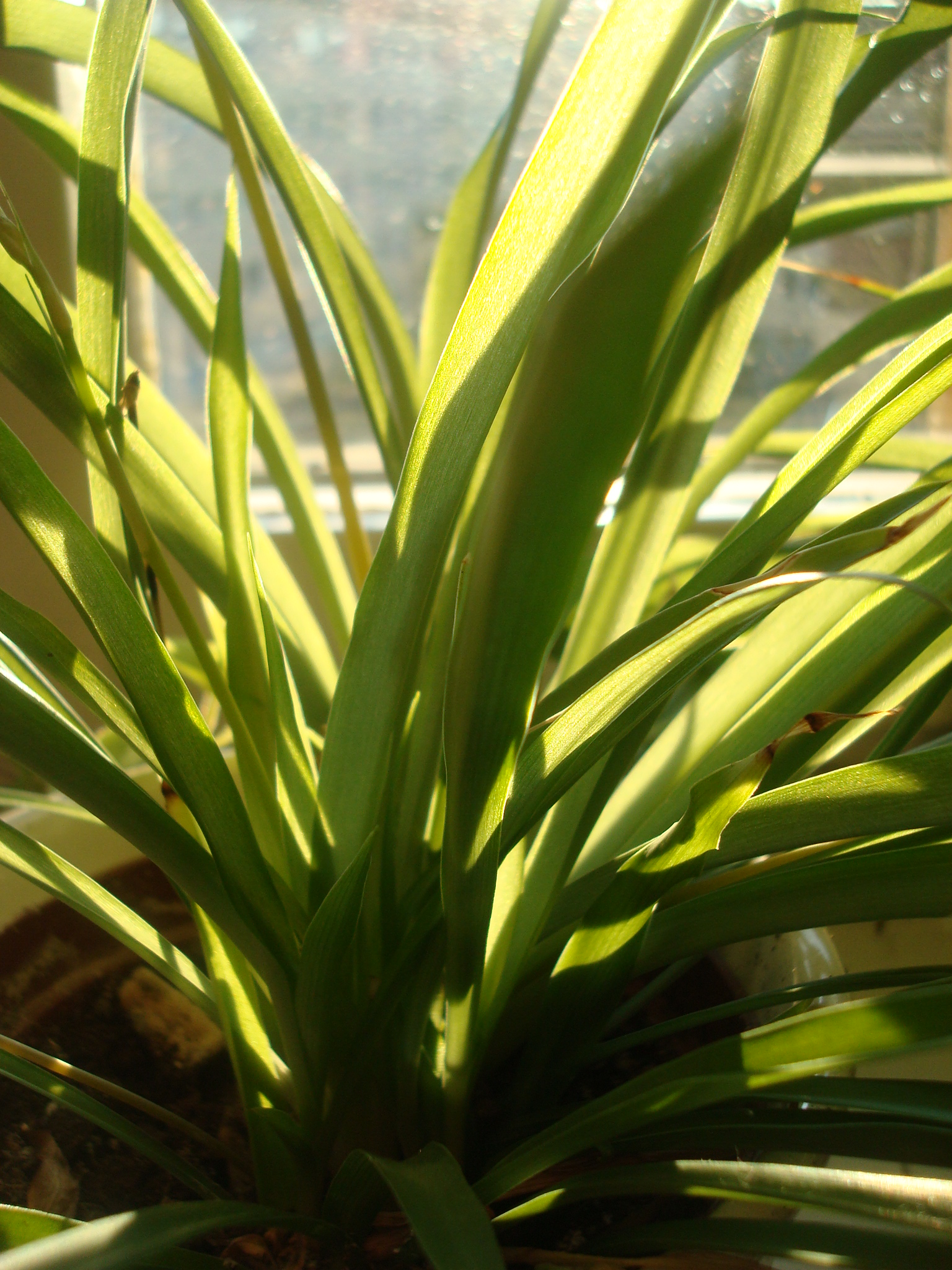
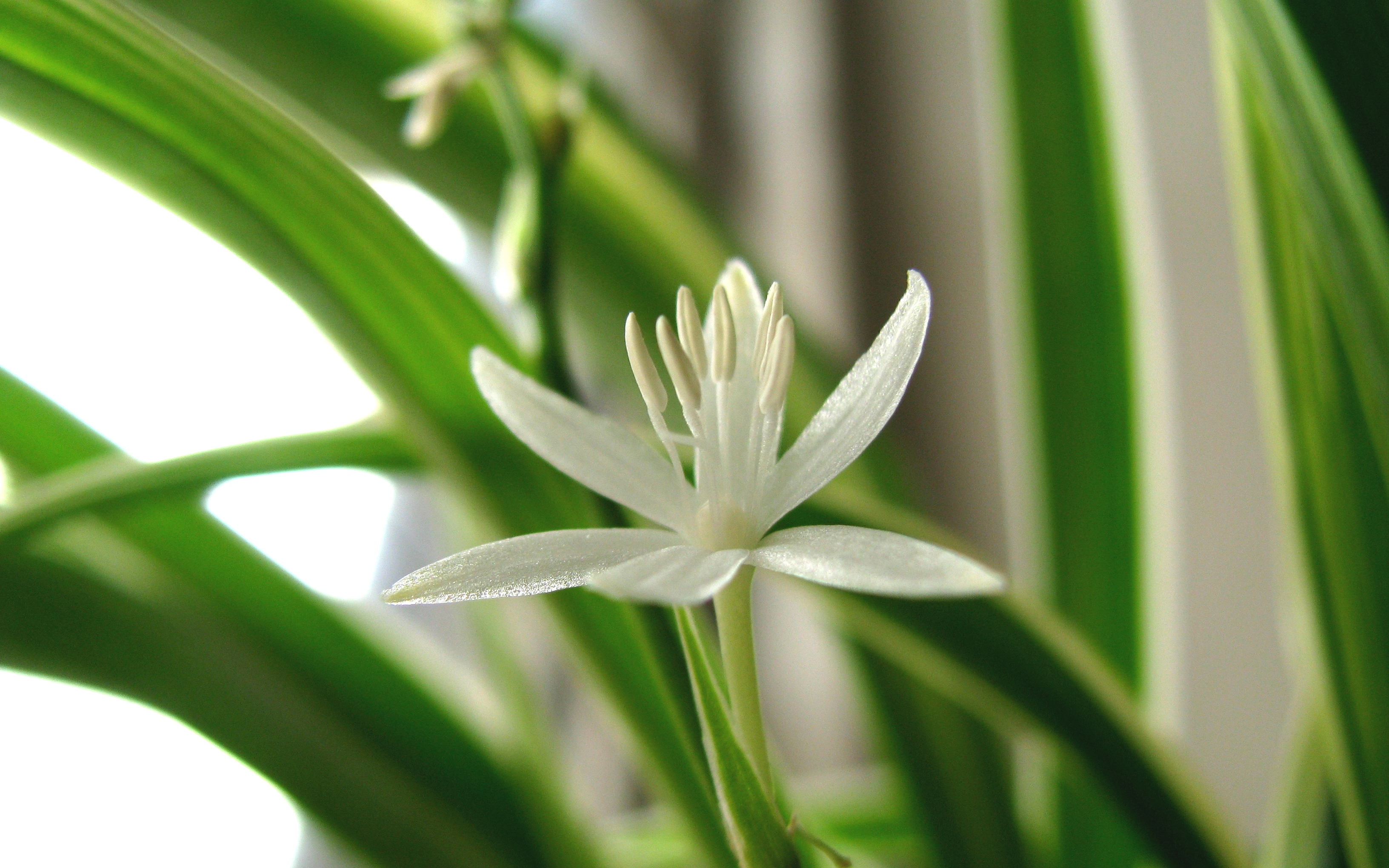
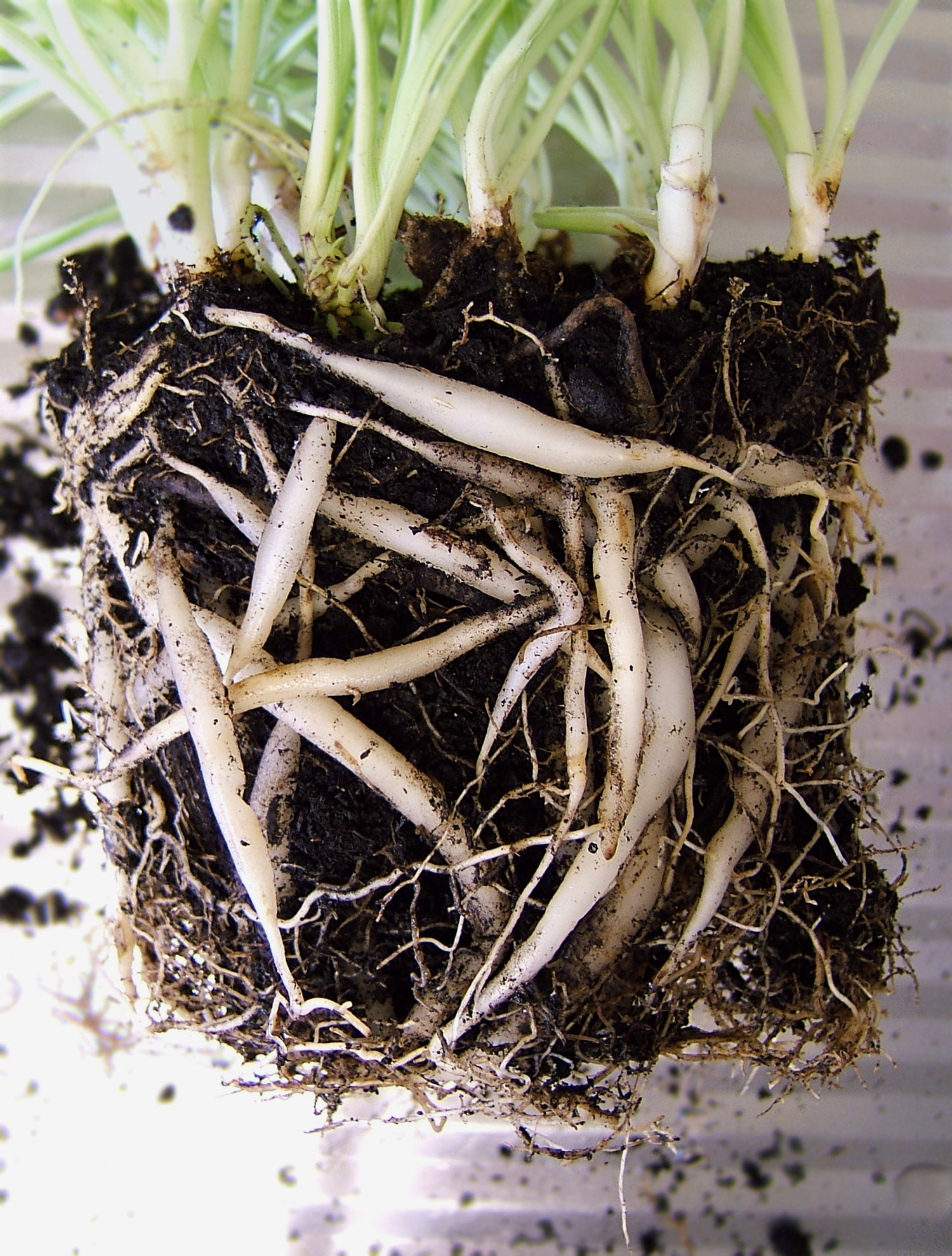